# Total War
Total War je série her od společnosti Creative Assembly vydavatel Sega. Hry vycházely na platformu MS Windows, některé díly byly ve spolupráci se společností Feral Interactive portovány na Linux a macOS. Kombinuje tahovou a real-time strategii v prostředí historických události. Od roku 2000 vyšlo více než 10 základních dílů, ke každému z nich navíc přibylo několik oficiálních i neoficiálních datadisků.
Herní svět je rozdělen na dvě části:
- Tahovou, kdy hráč přemisťuje jednotky, špiony, diplomaty a později i obchodníky po mapě herního světa, spravuje provincie a získává zdroje.
- Bojovou, ve které hráč bojuje bitvy s mnohohlavými jednotkami na určeném bojišti a přemisťuje celé oddíly různorodého určení (střelecké, střetové).

Krom kampaně může hráč vybojovat samostatné bitvy s vlastním výběrem jednotek, nebo bitvy historické.

## Seznam her
- Shogun: Total War (2000)
  - Mongol Invasion
- Medieval: Total War (2002)
  - Viking Invasion
- Rome: Total War (2004)
  - Barbarian Invasion
  - Alexander
- Medieval II: Total War (2006)
- Empire: Total War (2009)
- Napoleon: Total War (2010)
- Total War: Shogun 2 (2011)
- Total War Saga: FALL OF THE SAMURAI (2012)
- Total War: Rome 2 (2013)
- Total War: ATTILA (2015)
- Total War: Warhammer (2016)
- Total War: Warhammer II (2017)
- Total War Saga: THRONES OF BRITANNIA (2018)
- Total War: THREE KINGDOMS (2019)
- Total War: TROY (2020)
- Total War: Warhammer III (2022)

## Díly

### Shogun: Total War
Hra Shogun: Total War je zasazena do feudálního Japonska, během období Sengoku. Hráč si může vybrat jednu z dobových frakcí, které ovládaly zemi a jako Daimjó ji přivést k vítězství, sjednotit Japonsko a získat titul Šogun. Na výběr má rody Uesugi, Shimazu, Oda, Mori, Imagawa, Takeda a Hojo. Dále se zde vyskytuje frakce rebelů, za kterou nelze hrát kampaň, ale lze jim velet v samostatných bitvách.
- Datadisk Mongol Invasion (Mongolská invaze) přináší jednak vylepšení stávající kampaně s novými možnostmi, budovami a jednotkami a jednak novou kampaň z období 13. století, kdy se mongolský vládce Kublaj rozhodl dobýt Japonsko. Obsahuje možnost hrát za novou frakci Mongolů s vlastními unikátními jednotkami, či bránit ostrovy za klan Hojo.

### Medieval: Total War
Druhý díl série Total war přesunuli tvůrci do prostředí středověké Evropy, Severní Afriky a Blízkého východu. Je zde možnost hrát za některé evropské a arabské národy. Kampaň je možné začít v různých obdobích, kdy vypadá politická mapa pokaždé jinak, cíl je však stále stejný, ovládnout středověký svět. Přibyla zde možnost upevňovat spojenectví provdáváním dcer vládců. Během bitev je novinkou využití těžkých obléhacích zbraní a dělostřelectva. Každá kultura má navíc svůj vlastní druh jednotek a bojových specializací.
- Ke hře Medieval vyšel datadisk Viking Invasion (Vikinská invaze), zaměřující se na období raného středověku.

### Rome: Total War
S třetím dílem série přišlo kompletní předělání designu herního prostředí. Děj je umístěn do období římské republiky na mapě přibližně stejného prostorového vymezení jako v Medievalu. Hlavní změnou je přechod od statické mapy znázorněné kreslenými mapami, na nichž byly vyznačeny provincie, k jejichž ovládnutí stačilo vyhnat z nich nepřítele. Příležitost dostala mapa dynamická, na níž hráč přemísťuje během své podřízené v "reálném" prostředí, a dojít tak z jedné provincie do sousední může trvat více kol. Přináší to však nutnost a možnost využívat prostředí jako jsou hory a řeky pro efektivnější vedení boje. V bitevních pasážích, kde se také výrazně zlepšila grafika, pak přibyla možnost využít hradeb k obraně a beranidel, obléhacích věží a žebříků k jejich ztečení. Jednotky jednotlivých stran jsou oproti předchozím dílům ještě více diferencovány a mohou využívat unikátní schopnosti (např. Legionáři utvoří formaci želvu).

Z počátku jsou hratelné pouze Římské frakce rodů Juliů, Scipionů a Brutů. K odemknutí ostatních je třeba je porazit, nebo dohrát kampaň za už dostupné strany. Nehratelnými stranami jsou opět rebelové a frakce SPQR, která zadává při hře za římský rod úkoly, za něž získá hráč odměnu.
- Datadisk Barbarian Invasion (Barbarská Invaze) se přesouvá na konec dějin Římského impéria, do doby stěhování národů, kdy má hráč možnost bránit západní, nebo východní část říše, a nebo naopak být tím kdo ji rozvrátí, v čele některého z útočících národů. Velkou roli hraje v datadisku náboženství, které zpřístupňuje některé jednotky a ovlivňuje spokojenost lidí ve městech.
- Druhý datadisk Alexander nemá s Římem nic společného. Jedná se o tažení Alexandra Makedonského, kdy musí hráč v omezeném počtu kol porazit nepřátele.

#### Hratelné frakce
- Základní
  - Rod Juliů
  - Rod Brutiů
  - Rod Scipiů
- Které se musí odemknout
  - Kartágo
  - Egypt
  - Řecká města
  - Británie
  - Galové
  - Selukovská říše
  - Germáni
  - Parthie

### Medieval II: Total War
V Medieval II: Total War se opět podíváme do středověké Evropy, kde si opět vybereme jednu ze Středověkých mocností, se kterou se pokusíme o dobytí známého světa. Hra běží na vylepšeném enginu z Rome Total war, nabídne oproti němu několik vylepšení, tentokrát bude mít velmi důležitou roli náboženství.
- Datadisk Kingdoms, který přináší čtyři nové kampaně
  - Britannia - Britská kampaň začínající rokem 1258
  - Crusades - Křižácká kampaň začínající v roce 1174
  - Teutonic - Kampaň řádu německých rytířů od roku 1250
  - Americas - Americká kampaň začínající léta páně 1521

### Empire: Total War
V Empire: Total War se přeneseme do koloniálního světa, kde můžeme hrát kampaň za Americkou nezávislost (při níž na začátku musíme porazit některé z indiánských kmenů), nebo si vybereme jednu z mocností: Velká Británie, Francie, Španělsko, Holandsko, Rakousko, Prusko, Rusko, Švédsko, Polsko-Litevsko, Osmanská říše, Maratská konfederace a můžeme hrát velkou kampaň kde je cílem stát se hlavní koloniální velmocí, mapa je zde rozdělená na 3 části: 1. část je Evropa, sever Afriky, a Blízký východ, 2 část je východní část Severní Ameriky, Mexiko a sever Jižní Ameriky a 3. část je Indie. Grafická stránka hry doznala oproti minulému dílu značné vylepšení a kromě jiných vychytávek můžeme hrát taky poprvé 3D námořní bitvy. Hra má 9 konců, jež se odvíjí režimu států či zda hráč hraje za evropskou zemi, Osmanskou říši či Maratskou konfederaci.
- Datadisk Empire Total War: Warpath, umožňující ujmout se jednoho z 5 indiánských národů a vyhnat evropské kolonisty z nového světa.

### Napoleon: Total War
Napoleon: Total War je něco mezi datadiskem pro Empire a samostatnou hrou. Díl je především zaměřen na napoleonské války. V hlavní kampani si projdete život Napoleona od mladého generála, až po starého císaře. Začínáte V Severní Itálii, kde musí Napoleon odrazit útok Rakouské říše, poté se s Napoleonem pokusíte o dobytí Egypta, poté následuje Velká kampaň, tady není úkolem nic jiného než dobytí celé Evropy, v této kampani si můžeme kromě Francie vybrat i některou ze zemí protinapoleonské koalice - Velká Británie, Rakousko, Prusko, Rusko. Nakonec je pro nás připravena skutečná výzva, kde musíme čelit přesile Britů a Prusů a pokusit se zvrátit výsledek bitvy u Waterloo. Hra běží na stejném enginu jako Empire, příliš mnoho změn oproti předchozímu dílu nenabízí, ale rozhodně nedělá sérii Total War ostudu.
- Datadisk The Peninsular Campaign - Toto rozšíření se zabývá napoleonskými válkami na Pyrenejském poloostrově.

### Shogun 2: Total War
V Shogun 2: Total War se vrátíme ke kořenům série a opět se podíváme do Feudálního Japonska, kde proti sobě bojují Japonské klany o titul Shoguna. můžeme si vybrat jeden z klanů: Čosokabe, Date, Mori, Hattori, Hojo, Oda, Šimazu, Takeda, Tokugawa nebo Uesugi. Hra běží na vylepšeném Enginu. Celá hra od herního menu, po rozhraní kampaně je ve výtvarnějším pojetí. Novinkou jsou hrdinové, což jsou méně početné jednotky, které jsou však velmi silné a dokážou porazit několik slabších oddílů, samozřejmostí jsou i lodní bitvy, kdy ale lodě spíše připomínají plovoucí hrady a jde zde především o hrubou sílu ne o taktiku. Startovní podmínky jednotlivých klanů jsou na začátku hry velmi vyvážené, a spolu s vylepšenou umělou inteligencí soupeřů hlavně v oblasti tahové kampaně představuje hra konečně skutečnou výzvu, ve které mohou hrát zásadní roli i nehratelné klany, které se dostanou mnohdy dál než některé z hratelných klanů. Nepřátelské jednotky se v bitvě chovají také mnohem reálněji, nečekejte, že se po vás hned vrhnou, pokud nejsou sami útočníci, trpělivě čekají, hledají si místa v lesích a na vyvýšených kopcích a až na drobné výjimky, pružně reagují na bojovou situaci.
- Datadisk Shogun 2: Total War - Rise of the Samurai (Vzestup Samurajů), kampaň se odehrává několik set let před událostmi z Shogun 2: Total War a soustředí se na Samurajské konflikty.
- Datadisk Shogun 2: Total War - Fall of the Samurai (Pád Samurajů) Posouváme se do 19. století, kde proti sobě bojují starý Šogunát, který se odmítá vzdát starých tradic a Imperiální Japonská vláda, podporována západními národy. Hráč v tomto datadisku může hrát z frakce: Aizu, Čošu, Jozai, Naogaka, Obama, Saga, Satsuma, Sendai, Tosa, Tsu. Datadisk, kvůli časové epoše ve které se nachází přináší speciální mechaniku industrializace a tradicionalismu. Zároveň s tím hra nabízí možnost mít moderní vojenské jednotky a lodě.

### Rome 2: Total War
Hra vyšla 3. 9. 2013 a podle vývojářů má jít o největší hru Total War, s největšími a nejepičtějšími bitvami, které se dosud neobjevily v žádné jiné hře. Nový engine dokáže vygenerovat desítky tisíc vojáku na mnohem větším bitevním poli s obrovskými městy. Na rozdíl od předchozích projektů přinesla hra také kombinované námořní a pozemní bitvy. Hra má být vylepšená po všech stránkách, od grafiky, přes vylepšenou UI, diplomacii a politické intriky, až po výzkum, má nabídnout temnější pojetí války- Ve hře by neměl chybět vylepšený systém misí, jaký byl i ve hře Shogun 2. Mapa kampaně má být mnohem rozsáhlejší než v prvním díle a bude sahat více na východ. V základní hře se dočkáme 8 hratelných frakcí, každá má mít velmi odlišné jednotky, kulturu i styl hraní. Další národy je možné zakoupit objednávkou přes internet v tzv. „balíčcích kultur“, na konci roku 2013 bylo možné některé balíčky stáhnout zcela zdarma.

#### Hratelné frakce
- V základní hře
  - Řím
  - Kartágo
  - Makedonie
  - Icénové (Britové)
  - Arvernové (Galové)
  - Svébové (Germáni)
  - Parthie
  - Egypt
- přídavek DLC ke stažení zdarma
  - Pontus
  - Seleukovci
  - Baktrie
- placené DLC Řecké městské státy
  - Athény
  - Sparta
  - Epirus
- placené DLC Kočovné kmeny
  - Královská Skýthie
  - Roxolani
  - Massagetové
- placený DLC přídavek s kampaní Caesar v Galii
  - Nerviové
  - Bójové
  - Galacie

### Total War: Warhammer
Hra vyšla 24. května 2016 a je inspirovaná fantasy světem Warhammer fantasy. Total War: Warhammer je tahová strategická a taktická videohra v reálném čase vyvinutá společností Creative Assembly a publikovaná společností Sega pro Microsoft Windows prostřednictvím herní platformy Steam.  Hra obsahuje hratelnost série Total War s frakcemi Warhammer Fantasy série Games Workshop; je to první hra Total War, která nezobrazuje historické prostředí. Je to desátý titul v sérii Total War. Stejně jako předchozí tituly ze série Total War se hratelnost odehrává jak v měřítku království v tahové strategické kampani, řízení měst a pohybu armád, tak v menším měřítku v taktice v reálném čase, přestřelkách a obležení, řízení pohybu. a akce jednotlivých jednotek a postav v rámci armády během bitvy. Hráč ovládá jednu z několika fantasy frakcí, z nichž každá má své vlastní jednotky, postavy a schopnosti. Mezi ně patří Trpaslíci, Lidské frakce, Orkové a Vampire Counts při uvedení na trh a další přidané jako placený obsah ke stažení.

#### DLC frakce
- Datadisk The Chaos Warriors
- Datadisk Call of the Beastmen
- Datadisk The Grim and the Grave
- Datadisk The King and the Warlord
- Datadisk Realm of the Wood Elves

#### Data disky:
- Blood for the Blood God

### Total War: Warhammer II
Hra vyšla 28. září 2017 a je druhé pokračování trilogie Total War: Warhammer. Objevují se nové frakce, legendární generálové a nová Vortex kampaň. 

#### Nové frakce (DLC)
- Rise of the Tomb Kings
- The Queen and The Crone
- Curse of the Vampire Coast
- The Prophet and The Warlock
- The hunter and the Beast
- The Shadow and The Blade
- The Warden and The Paunch
- Repanse de Lyonesse
- The Twisted and The Twilight
- The Silence and The Fury

#### Data disky
- Blood for the Blood God II

### Total War: Warhammer III
Hra vyšla 17. února 2022 a je poslední ve trilogii Total War: Warhammer. Objevují se nové frakce, legendární generálové a dvě nové kampaně The Realm of Chaos a Champions of Chaos.

#### Nové frakce (DLC)
- Ogre Kingdoms
- Champions of Chaos

#### Data disky
- Blood for the Blood God III